# Bürtel (Einheit)
Bürtel, auch Bündel, war ein österreichisches Volumenmaß und als Holzmaß in Anwendung.
Dünne Äste und Zweige (starker Reisig) wurden zum Bürtel mit einer Länge von 30 oder 36 Zoll gebunden. 
- 240 Bürtel entsprachen vom Volumen 2 Klafter Holz
- 30 Bürtel = 1 Schilling (Stückmaß)
  - 8 Schilling = 1 Pfund (Stückmaß)

Bei gespaltenem Holz rechnete man 5 Stück für ein Bürtel, hierbei war im Gegensatz zu ungespaltenem Holz die Beziehung zu Pfund und Klafter unbestimmt.